# Филип Деспотовський
Філіп Деспотовський (мак. Филип Деспотовски, 18 листопада 1982, Скоп'є, СФРЮ) — македонський футболіст, півзахисник низки північномакедонських клубів та національної збірної Македонії.

## Клубна кар'єра
Вихованець дитячої академії «Вардара» з рідного Скоп'є, до якої потрапив у 7-річному віці. З п'ятнадцяти років почав тренуватися із «Цементарницею» — своєрідним фарм-клубом «Вардару», на професійному рівні дебютував у «Цементарниці» у травні 1999 року.
Протягом 2002—2006 років грав у низці сербських та македонських команд. У 2006—2007 роках грав у Греції за клуб «Етнікос» (Пірей), після чого повернувся до рідного міста, де протягом 2007 року захищав кольори «Вардару».
До полтавської «Ворскли» перейшов на початку 2008 року. У чемпіонаті України дебютував 9 березня у грі проти донецького «Шахтаря», яка завершилася поразкою полтавчан з рахунком 0:1. Усього провів у складі «Ворскли» у чемпіонатах України 49 ігор, двічі відзначившись забитими голами.
У травні 2010 року полтавський клуб надав гравцеві статус вільного агента. 30 серпня гравець підписав контракт із азербайджанським «Інтером».
У сезоні 2011/12 років виступав на батьківщині за «Работнички», після чого пів року провів у грецькому «Пієрікос», що грав у другому за рівнем дивізіоні країни.
На початку 2013 року став гравцем «Тетекса», але вже влітку перейшов до рідного «Вардара», де провів два сезони, після чого повернувся в «Тетекс».
В 2013—2015 роках втретє у своїй кар'єрі перейшов до «Вардару», після чого рік грав за «Тетекс».
У 2016 році гравець перейшов до «Академії Пандєва», закінчував кар'єру у складі «Гостивара».
Припинив виступи як гравець у 2018 році.

## Виступи за збірну
Грав за збірні команди Македонії різних вікових категорій.
З 2009 року викликався до національної збірної Македонії. У складі головної команди країни дебютував 5 червня 2009 року в матчі проти національної збірної Норвегії. Всього за національну збірну провів 18 матчів.

## Тренерська кар'єра
Деспотовський почав тренерську кар'єру у липні 2018 року, ставши помічником головного тренера молодіжної команди «Вардару». 
Пропрацювавши на посаді рік, Филип пішов з клубу, прийнявши пропозицію від Гьоко Хаджиєвського, який тоді очолив еміратський футбольний клуб «Емірейтс Клаб», увійти до його тренерського штабу. Працював у штабі тренера до червня 2021 року, аж поки клуб не змінив головного тренера, призначивши Таріка Сектіуї, який привів з собою свій штаб.

## Досягнення
- Володар Кубка України (1): 2008/09
- Володар Кубка Македонії (1): 2012/13
- Чемпіон Македонії (1): 2014/15

## Виноски
1. 1 2  Филип ДЕСПОТОВСКИ: «Вначале были бутсы и большой мяч» [Архівовано 2013-04-19 у Archive.is] — інтерв'ю на офіційному сайті «Ворскли», грудень 2009. (рос.)
2. ↑  «Ворскла» надала Деспотовскі та Главіні статуси вільних агентів [Архівовано 24 травня 2010 у Wayback Machine.] — новини на champion.com.ua, 7 травня 2010 року.
3. ↑  источники, Внешние (30 серпня 2010). Деспотовски продолжит карьеру в бакинском Интере. www.ua-football.com (рос.). Процитовано 26 серпня 2021.